# Vuelo 6291 de United Express
El vuelo 6291 de United Express fue un vuelo regular de United Express desde el Aeropuerto Internacional Washington Dulles cerca de Washington D. C. hasta el Aeropuerto Internacional de Port Columbus en Columbus, Ohio. Era un servicio operado por Atlantic Coast Airlines en nombre de United Express. Murieron 5 de las 8 personas a bordo del avión.
A última hora de la noche del 7 de enero de 1994, un British Aerospace Jetstream 41 de 6 meses que operaba como el vuelo 6291 entró en pérdida y se estrelló en la aproximación al Aeropuerto Internacional de Port Columbus. Los dos pilotos, la asistente de vuelo y dos pasajeros murieron en el accidente. Los pasajeros supervivientes eran una familia taiwanesa de tres.

## Accidente
El vuelo 6291 salió de la puerta de Dulles a las 21:58 para el vuelo de 90 minutos a Columbus. La tripulación era el capitán Derrick White, de 35 años; Primer oficial Anthony Samuels, 29; y la azafata Manuela Walker, de 58 años. Había cinco pasajeros a bordo.
A las 23:10, se contactó con El control de aproximaciones de Columbus. El capitán le informó al controlador que el avión estaba descendiendo a través de 13.200 pies (4.000 m) a 11.000 pies (3.400 m). El controlador asignó un rumbo de 285 grados para interceptar el ILS para la pista 28L y despejó el vuelo 6291 a 10.000 pies (3.000 m). Un informe meteorológico actualizado fue a las 23:15, informando una nube nublada a 800 pies (240 m) sobre el suelo, visibilidad 2,5 millas (4,0 km) en nieve ligera y niebla con viento 300 grados a 4 nudos. Se dio una autorización de aproximación ILS de pista 28L cuando el vuelo pasó la corrección de aproximación final SUMIE. Una autorización para aterrizar en la pista 28L se dio dos minutos después.
La aeronave estaba descendiendo a una altitud de 1.250 pies (380 m) cuando se activó el vibrador de palanca y sonó durante 3 segundos. Después de 1,5 segundos, el vibrador volvió a sonar. El avión continuó descendiendo por debajo de la pendiente de planeo hasta que chocó con un grupo de árboles en una actitud de nariz alta. Se detuvo en posición vertical en un edificio comercial, a 1,2 millas (1,9 km) de la pista. Después del impacto, se inició un incendio en o cerca del motor izquierdo, que se extendió al resto de la aeronave. Al menos cuatro de los pasajeros sobrevivieron al accidente; sin embargo, solo tres escaparon antes de que el avión se viera completamente envuelto en llamas.

## Investigación
La Junta Nacional de Seguridad del Transporte investigó el accidente y emitió su informe el 6 de octubre de 1994. En el informe, la tripulación y Atlantic Coast fueron criticados por el accidente. Los pilotos siguieron un enfoque mal planificado y ejecutado, respondieron incorrectamente a una advertencia de entrada en pérdida y carecieron de experiencia en aviones equipados con un sistema electrónico de instrumentos de vuelo. Atlantic Coast no pudo proporcionar criterios adecuados de enfoque estabilizado, simuladores de capacitación adecuados y capacitación en gestión de recursos de la tripulación.

## Dramatización
Este accidente fue presentado en el décimo episodio de la decimonovena temporada de la serie Mayday: catástrofes aéreas, titulado «Slam Dunk».